# مغول‌ها (فیلم ۱۹۶۱)
مغول‌ها (ایتالیایی: I mongoli) یک فیلم ماجراجویی تاریخی به کارگردانی آندری دی‌تاث، لئوپولدو ساوونا و ریکاردو فردا است که در سال ۱۹۶۱ منتشر شد.

## بازیگران
- جک پالانس
- آنیتا اکبرگ
- آنتونلا لوالدی
- جانی گارکو
- فرانکو سیلوا
- رولدانو لوپی
- گابریلا پالوتا
- گابریله آنتونینی
- ویتوریو سانیپولی
- ماریو کُلی
- جرج وانگ